# Бахавалпур (аэропорт)
Международный аэропорт «Бахавалпур» (англ. Bahawalpur Airport) (ИАТА: BHV, ИКАО: OPBW) — международный аэропорт в городе Бахавалпуре в пакистанской провинции Пенджаб.

## История
17 августа 1988 года самолёт военно-воздушных сил Пакистана Lockheed C-130 Hercules с президентом Пакистана Мухаммедом Зия-уль-Заком на борту взлетел из Бахавалпура. Спустя небольшой промежуток времени самолёт упал, погибли все пассажиры находившиеся на борту.
С 21 января 2007 года аэропорт в Бахавалпуре стал принимать международные рейсы из Арабских Эмиратов.